# Władysław Anders

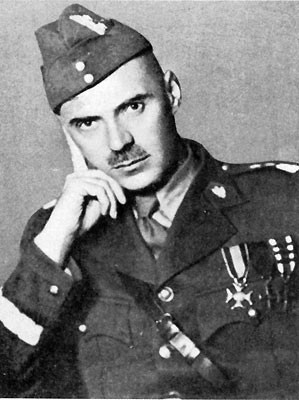
Władysław Anders

Władysław Albert Anders (* 11. August 1892 in Krośniewice-Błonie, Kongresspolen; † 12. Mai 1970 in London) war ein polnischer General und Politiker.

## Leben

### Im Zarenreich
Władysław Anders war der Sohn von Elisabeth (Elżbieta) Tauchert und Albert Anders, der ein Staatsgut in Livland verwaltete. Beide Eltern waren Deutsch-Balten.
Anders studierte an der Technischen Hochschule in Riga, wo er Mitglied der Akademischen Verbindung Arkonia war, und diente seit 1913 in der kaiserlichen Armee Russlands. 1917 belegte er einen Schnellkurs an der Akademie des Generalstabs in Petrograd. Anschließend kämpfte er in den Reihen des 1. Polnischen Korps (Kaiserlich Russische Armee), das nach dem Vordringen der Deutschen nach Osten von diesen aufgelöst wurde.

### Republik Polen
Nach der Wiederentstehung Polens wurde Anders 1919 zum Stabschef der polnischen Verbände während des Großpolnischen Aufstandes in Posen ernannt. Im Polnisch-Sowjetischen Krieg 1920 war er Befehlshaber des 15. Posener Ulanen-Regiments. Nach dem Krieg besuchte er im Rahmen eines Abkommens zwischen Warschau und Paris die französische Militärakademie. 1925 wurde er zum Stadtkommandanten von Warschau ernannt. Während des Maiputsches Piłsudskis 1926 kommandierte er die Regierungstruppen, stellte sich also gegen die Putschisten. Doch erkannte er wenig später die neuen Machtverhältnisse an und wurde mit weiteren Truppenkommandos betraut.

### Zweiter Weltkrieg
Während des Überfalls auf Polen 1939 war Anders Befehlshaber einer Kavalleriebrigade in Ostpolen. Bei Kämpfen mit sowjetischen Einheiten wurde er schwer verwundet und ging in Kriegsgefangenschaft. Von der sowjetischen Geheimpolizei NKWD wurde er erst in Lemberg, dann in Moskau inhaftiert. In der sowjetischen Haft gelobte er, vom evangelischen Glauben zum Katholizismus überzutreten, wenn er überleben würde.
Nach dem deutschen Überfall auf die Sowjetunion im Juni 1941 wurde er zu den NKWD-Führern Lawrenti Beria und Wsewolod Merkulow gebracht. Diese machten ihm das Angebot, an die Spitze mehrerer polnischer Divisionen zu treten, die aus polnischen Kriegsgefangenen in der Sowjetunion für den Kampf gegen die Wehrmacht aufgestellt werden sollten. Anders nahm das Angebot an, der Stab des II. Polnischen Korps wurde in dem Städtchen Busuluk in der zentralrussischen Steppe eingerichtet. Anders ließ ein Suchbüro organisieren, das nach dem Verbleib von rund 8500 in sowjetische Kriegsgefangenschaft geratenen polnischen Offizieren fahnden sollte, mit seiner Leitung betraute er Józef Czapski. Er beauftragte den aus einem Arbeitslager freigekommenen Ökonomieprofessor Stanisław Swianiewicz mit der Erstellung einer Analyse auf der Grundlage der Spekulationen über den Verbleib der verschollenen Offiziere. Anders fragte auch persönlich bei der NKWD-Führung nach seinen verschwundenen Offizieren, erhielt aber nur ausweichende Antworten. Er protokollierte am 4. Dezember 1941 im Moskauer Kreml das Gespräch zwischen Josef Stalin und Władysław Sikorski, dem Ministerpräsidenten der polnischen Exilregierung in London, in dessen Verlauf der Gastgeber den Polen mitteilte, die Offiziere seien womöglich „in die Mandschurei“ geflohen.
Da die sowjetischen Behörden nicht in der Lage und laut Anders auch nicht willens waren, die neu aufgestellten polnischen Verbände auf ihrem Gebiet ausreichend zu versorgen, wurden diese über den Iran in das britisch verbündete Königreich Irak und ins Mandatsgebiet Palästina verlegt. Während dieses Exodus erfuhr Anders von der Entdeckung der Massengräber im Wald von Katyn. Er schrieb in seinen Erinnerungen: „Es war klar, dass das Verbrechen von Katyn die Bolschewiken begangen haben.“ Im Irak und in Palästina formierten sich die Verbände neu, gründeten eine Kadettenschule und bereiteten sich auf die alliierte Invasion in Italien im September 1943 vor.
Seine Verbände zogen weiter nach Italien, wo sie für die Westalliierten unter großen Verlusten die Schlacht um Monte Cassino gewannen. Deren Truppen waren zuvor an der Erstürmung der Klosterfestung gescheitert, sie führten den Misserfolg auf die ungünstige Witterung zurück. Anders erklärte daraufhin: „Einem Polen schadet der Regen nichts.“ Diese Redewendung ging in den polnischen Sprachgebrauch ein. Nach der Erklärung von Jalta protestierte er beim britischen Premier Winston Churchill scharf gegen die von den Westalliierten akzeptierte Annektierung Ostpolens durch die Sowjetunion und verlangte den Abzug seiner Soldaten aus dem Kampfgebiet. Churchill lehnte dies ab und entgegnete laut der Memoiren Anders’: „Ihr seid selbst daran schuld! Schon lange haben wir euch zugeredet, eure Grenzangelegenheiten mit Sowjetrussland zu regeln. […] Wir haben nie die Ostgrenze Polens garantiert. Wir haben heute genug Streitkräfte und brauchen eure Hilfe nicht mehr. Sie können Ihre Divisionen für sich behalten. Wir kommen ohne sie aus.“
Ende Februar 1945 gab er das Kommando über das II. Polnische Korps ab, nachdem er von der polnischen Exilregierung zum Oberbefehlshaber der Polnischen Streitkräfte im Westen ernannt worden war.

### Britisches Exil
Nach Kriegsende wurde er zu einem der wichtigsten Politiker der polnischen Emigration in London. Die Republik Polen entzog ihm am 26. September 1946 die polnische Staatsbürgerschaft und seinen Generalsrang (beides wurde ihm am 15. März 1989 posthum wieder zuerkannt). Das Foreign Office in London lehnte Anders’ Bitte ab, sich für eine internationale Untersuchung des Massakers von Katyn einzusetzen, wie aus der vom Historiker Rohan D’Olier Butler verfassten Denkschrift über die Haltung der britischen Regierung zur Causa Katyn (Butler-Memorandum) hervorgeht.
Während des ersten der Nürnberger Prozesse versuchte der Rechtsanwalt Otto Stahmer, der Verteidiger des Reichsmarschalls Hermann Göring, Anders als Zeugen für den Anklagepunkt Katyn zu gewinnen. Anders antwortete nicht auf das Schreiben, da er den sowjetischen Anklägern nicht Gelegenheit geben wollte, ihn als Verteidiger eines NS-Verbrechers darzustellen. Doch ließ er Stahmer eine Dokumentensammlung dazu zukommen. Stahmer leitete diese Dokumente auch an die US-Delegation in Nürnberg weiter. 1948 gab Anders in London, wo er sich niedergelassen hatte, das polnische „Weißbuch“ zu Katyn heraus, das zur Grundlage für die Erforschung dieses Kriegsverbrechens wurde. 1952 sagte er in London vor der Madden-Kommission aus, einem Untersuchungsausschuss des US-Kongresses über die angebliche Unterdrückung von Informationen über das Massaker von Katyn durch die Regierung Roosevelts.
Anders heiratete 1948 in zweiter Ehe die unter dem Künstlernamen Renata Bogdańska bekannte Schauspielerin Iryna Jarosiewicz, 1950 kam ihre gemeinsame Tochter Anna Maria zur Welt. Zuvor war er mit Irena Maria Jordan-Krakówska verheiratet gewesen, mit der er die Kinder Anna (1919–2006) und Jerzy (1927–1983) hatte.
Ab 1954 gehörte Anders bis zu seinem Tod 1972 dem Dreierrat an, einem kollegialen Präsidialgremium der polnischen Exilregierung in London.
Gemäß seinem Willen wurde er bei seinen Soldaten auf dem Soldatenfriedhof von Monte Cassino begraben.